# استیو یاناساک
استیو یاناساک (انگلیسی: Steve Janaszak؛ زادهٔ ۷ ژانویهٔ ۱۹۵۷) بازیکن هاکی روی یخ اهل ایالات متحده آمریکا بود.